# Estação Muntaner
Muntaner (Metro de Barcelona) é uma estação que atende a  Linha 6 do Metro de Barcelona.

Entrou em funcionamento em 1929.

## Facilidades
- elevador;
- escada rolante;
- acesso a telefone celular;